# Vittadinia
Vittadinia es un género de plantas con flores perteneciente a la familia  Asteraceae. Comprende 54 especies descritas y solo 28 aceptadas. Se encuentra en  Australia.

## Taxonomía
El género fue descrito por Achille Richard y publicado en Voyage de découvertes de l'Astrolabe 250. 1832. La especie tipo es : Vittadinia australis A.Rich.

## Especies seleccionadas
A continuación se brinda un listado de las especies del género Vittadinia aceptadas hasta junio de 2012, ordenadas alfabéticamente. Para cada una se indica el nombre binomial seguido del autor, abreviado según las convenciones y usos.
- Vittadinia arida N.T.Burb.
- Vittadinia australasica (Turcz.) N.T.Burb.
- Vittadinia australasicus N.T.Burb.
- Vittadinia australis A.Rich.
- Vittadinia blackii N.T.Burb.
- Vittadinia burbidgeae A.M.Gray & Rozefelds
- Vittadinia cervicularis N.T.Burb.
- Vittadinia chamissonis A.Gray
- Vittadinia condyloides N.T.Burb.
- Vittadinia constricta N.T.Burb.
- Vittadinia cuneata DC.
- Vittadinia decora N.T.Burb.
- Vittadinia dissecta (Benth.) N.T.Burb.
- Vittadinia eremaea N.T.Burb.
- Vittadinia gracilis (Hook.f.) N.T.Burb.
- Vittadinia hispidula F.Muell. ex A.Gray
- Vittadinia humerata N.T.Burb.
- Vittadinia megacephala (F.Muell. ex Benth.) J.M.Black
- Vittadinia muelleri N.T.Burb.
- Vittadinia nullarborensis N.T.Burb.
- Vittadinia obovata N.T.Burb.
- Vittadinia pterochaeta (F.Muell. ex Benth.) J.M.Black
- Vittadinia pustulata N.T.Burb.
- Vittadinia scabra DC.
- Vittadinia spechtii N.T.Burb.
- Vittadinia sulcata N.T.Burb.
- Vittadinia tenuissima (Benth.) J.M.Black
- Vittadinia virgata N.T.Burb.